# 應朗丰
應朗（1970年10月24日—），原名應蔚民，曾以綽號小應在演藝圈活動，是台灣男歌手，為夾子電動大樂隊主唱。除了音樂工作外，並演出多部舞台劇、電影，尤其演出《海角七號》裡「水蛙」角色後爆紅。
應朗丰以充滿本土風格的音樂創作以及表演技術著稱，然而出身眷村的他其實不會說閩南語。出道後，經濟狀況寅吃卯糧，甚至曾有一天只吃一餐的窘境，直到2008年《海角七號》電影之後，收入才逐漸穩定。已經離婚，有1子1女。2024年小應宣布正式退出演藝圈，同時也宣布不再使用藝名應朗丰，接連先轉職工程師，之後再轉換跑道投入房仲業當起房仲。

## 作品

### 跨刀合作
- 2017年11月20日 顏冠希JY<再轉吧！七彩霓虹燈>[6]

### 唱片：
- 1999年7月，夾子綜藝大樂隊／《1998年春吶現場》。
- 2000年12月15日，夾子電動大樂隊／《搖滾綜義秀》。
- 2002年10月8日，夾子電動大樂隊／《夾子來了》
- 2004年12月2日，夾子樂團／《不會說台語》
- 2005年2月，夾子太硬啦／《突發奇想》
- 2006年6月，夾子太硬啦／《一切的一切都是哈啦》
- 2008年6月8日，夾子小應／《歡樂影音秀》
- 2010年3月，夾子電動大樂隊／《v》
- 2012年9月，夾子電動大樂隊／《地下人》
- 2014年12月31日，夾子電動大樂隊／《情慾教室》

### 主持
- 大樹下廣播電台《小應心理毀滅時間》
- Vidol影音《貴人散步音樂節》

### 電視戲劇
- 2002年《搞個自由式》(東風衛視)
- 2008年《十年過後—新手上路》(公共電視)
- 2009年《魔女18號》飾演 彼得
- 2009年《敗犬女王》飾演 張若基
- 2011年《我可能不會愛你》飾演 程冠青
- 2011年《愛回來》飾演 曾膳良/阿良
- 2012年《前男友》飾演 麵包王
- 2012年《你是春風我是雨》飾演 木炭
- 2012年《原來愛·就是甜蜜》飾演 古立
- 2012年《螺絲小姐要出嫁》 飾演 湯姆
- 2012年《小站》 飾演 搖滾客
- 2014年《流氓蛋糕店》 飾演 修造
- 2014年《終極惡女》飾演 夜行者
- 2015年《出境事務所》 飾演 黑大
- 2015年《聽見幸福》 飾演 流氓
- 2015年《廉政英雄》 飾演 賈斯博
- 2016年《在一起，就好》 飾演 師公亮
- 2016年《終極遊俠》 飾演 流氓
- 2017年《實習醫師鬥格》 飾演 曾建智
- 2017年《兵荒馬亂的愛情》 飾演 老盧
- 2018年《微笑。淚》 飾演 阿通伯
- 2018年《雙城故事》 飾演 Gin老公
- 2018年《生死接線員》 飾演 易天健
- 2018年《20之後》 飾演 盛達友人
- 2019年《愛情白皮書》 飾演 浩哥
- 2020年《大林學校》 飾演 阿俊父
- 2020年《妖怪人間》飾演 大雷蜇
- 2020年《路～台灣Express～》 飾演 威志父
- 2020年《人生清理員》飾演 華廈大兒子
- 2020年《廢財闖天關》飾演 唬神
- 2021年《廢財闖天關2》飾演 唬神
- 2022年《我和我的鋼四壁》飾演 發飆客戶
- 2022年《美麗人生》飾演 全能社長
- 2022年《正義的算法》飾演 廖先生
- 2022年《仙女姐姐來我家》飾演 麥老闆
- 2022年《決勝的揮拍》飾演 許金貴
- 2023年《搜尋者》飾演 獵戶阿金
- 2023年《W劇場：因為你如此耀眼》飾演 討債者
- 2023年《W劇場：沒有你依然燦爛》飾演 阿標
- 2023年《有生之年》飾演 小應哥
- 2024年《你準備萌芽了嗎？》飾演 國慶

### 電影
- 2002年《愛情靈藥》(飾 斷大)
- 2008年《海角七號》(飾 水蛙)
- 2009年《一席之地》(飾 小吳)
- 2009年《小氣鬼是誰呀?》(飾 阿龍)
- 2011年《雞排英雄》(飾 紅龜)
- 2012年《小溫馨》(飾 麵攤老闆-莫哥)
- 2012年《寶島大爆走》(飾 鵝鑾鼻派出所所長-應在天)
- 2012年《女孩壞壞》(飾 鎮長)
- 2012年《金孫》(飾 吳志宏)
- 2013年《大尾鱸鰻2》(飾 警察)
- 2013年《親愛的奶奶》(飾 警察阿歪)
- 2014年《大宅們》(飾 流氓)
- 2015年《十萬夥急》(飾 殷經理)
- 2015年《缺角一族》(飾 石頭)
- 2016年《傻瓜向錢衝》(飾 龍哥)
- 2017年《52 Hz I Love You》(飾 樂團鼓手)
- 2017年《健忘村》(飾 七彩斷腸刀 )
- 2017年《老師，你會不會回來？》(飾 一腳老師)
- 2017年《血觀音》(飾 淫海小清流 辜獻忠)
- 2017年《衝組》(飾 政府機關人員)
- 2019年《第九分局》(飾 黑狗)
- 2021年《金不厭詐》(飾 阿福)
- 2021年《轉彎之後》(飾 腳踏車店老闆)
- 2023年《請問，還有哪裡需要加強》(飾 Brian)
- 2023年《我的麻吉4個鬼》(飾 旅館老闆)
- 2024年《小子》(飾 )
- 2024年《日本統一 台灣篇》(飾 )

### 短片/微電影
- 2004年 《神奇洗衣機》飾 勿忘我
- 2014年 《青春時光》飾 水手長
- 2020年 幸福選擇題五部曲《我是香香多桑》飾 小樹
- 2021年 《ME》飾 圓仔

### 舞台劇
- 1999年《不想一個人未但必是你(妳)》
- 2000年《六人假期》
- 2003年《泰特斯-夾子版》
- 2004年《好久不見》
- 2005年《請聽我說》(配樂)
- 2011年《Taiwan 365 ─ 永遠的一天》

## 外部連結
- 應朗丰的Facebook專頁
- YouTube上的應朗丰頻道
- 應朗在Enjoy Movie上的電影作品列表 （页面存档备份，存于）